# کوه جولیمونت
کوه جولیمونت (به لاتین: Jolimont) یک کوه در سوئیس است که در کانتون برن واقع شده‌است. کوه جولیمونت ۶۰۳ متر بالاتر از سطح دریا واقع شده‌است.